# Ludo Coeck
Ludo Coeck (* 25. September 1955 in Berchem, Antwerpen; † 9. Oktober 1985 in Rumst, Antwerpen) war ein belgischer Fußballspieler, der hauptsächlich auf dem linken Flügel oder im Zentrum des Mittelfelds agierte. Zu seinen Vereinen zählten Berchem Sport, der RSC Anderlecht und Inter Mailand. Er bestritt für Belgien 46 Länderspiele.
Coeck war Mitglied der belgischen Mannschaft bei der Fußball-Weltmeisterschaft 1982, bei der er in allen fünf Spielen seines Landes mitwirkte und mit einem Freistoß-Fernschuss gegen El Salvador ein Tor erzielte. Außerdem war er Mitglied der Mannschaft bei der Fußball-Europameisterschaft 1984, bei der er in den Niederlagen gegen Frankreich und Dänemark als Auswechselspieler auftrat.
Am 9. Oktober 1985 wurde Coeck getötet, als sein BMW nahe der belgischen Stadt Rumst in die Leitplanken prallte, als er auf dem Weg war, um bei Lierse SK zu unterschreiben.